# Pietro Soriano
Padre Pietro Soriano (1515 – 1588) è stato un presbitero italiano, primo superiore generale dell'Ordine Ospedaliero di San Giovanni di Dio.

## Biografia
Padre Pietro Soriano nacque nell'anno 1515 a verso i 40 anni decise di lasciare il servizio militare per unirsi ai discepoli di San Giovanni di Dio a Granada. 
Lo spirito entusiasta lo portò a diventare uno dei principali promotori dell'ordine soprattutto in Italia dove contribuì alla fondazione di numerosi ospedali dell'ordine Ospedaliero di San Giovanni di Dio, fra cui ricordiamo quelli situati nelle città di Napoli, Roma, Milano e Firenze. Frate Pietro Soriano (insieme a Sebastiano Arias altro discepolo di san Giovanni di Dio) nel 1572, dopo la battaglia di Lepanto, infatti fondò a Napoli nel borgo di Chiaia il primo piccolo Ospedale di Santa Maria della Vittoria e nel 1587 ne fondò (sempre a Napoli) un altro in via Tribunali dal nome di Santa Maria della Pace. 
Nel 1570 Padre Soriano e Padre Sebastiano Arias vengono mandati a Roma dove chiesero l'approvazione al Papa Pio V per la costruzione dell'Ospedale San Giovanni Calibita tramite la bolla Licet et Debito.
Nel primo capitolo dell'ordine, che si celebrò a Roma il 23 giugno 1587, fu eletto primo superiore generale.
Morì a Perugia nell'agosto del 1588.
È sepolto nella chiesa di San Giovanni di Dio a Perugia.